# Гірнича вулиця (Донецьк)
Вулиця Гірнича — одна з головних вулиць міста Донецька. Розташована між вулицею Артема та вулицею Югославською.

## Опис

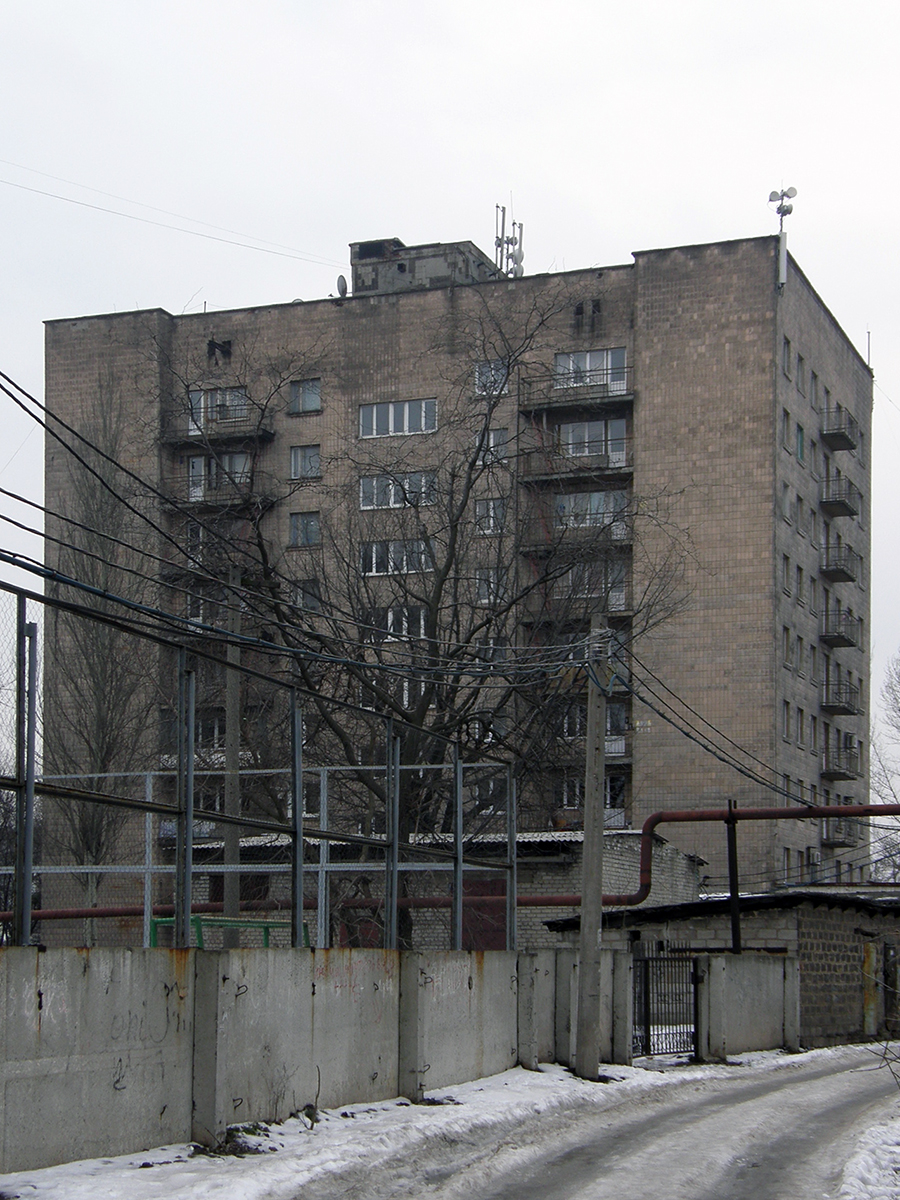
№ 8 — гуртожиток Донецького інституту залізничного транспорту, типовий проєкт 164-80-3

Вулиця Гірнича знаходиться у Київському та Куйбишевському районах Донецька. Простяглася з півночі на південь. Довжина вулиці становить близько трьох кілометрів.

## Транспорт
Вулицею курсують автобуси №16, 22а, 26.